# 7e régiment de tirailleurs de la Garde impériale

Le 7e tirailleurs de la garde est un régiment français des guerres napoléoniennes. Il fait partie de la Jeune Garde.

## Historique du régiment
- 1813 - Créé et nommé 7e régiment de tirailleurs de la Garde impériale,
- 1814 - Dissout,
- 1815 - Reformé 7e Régiment de Tirailleurs de la Garde Impériale.

## Chef de corps
- 1813 : Justin Théodore Coucourt
- 1813 : Antoine Pailhes
- 1814 : Jean-Pierre Lalaude

## Batailles
Ce sont les batailles principales où fut engagé très activement le régiment. Il participa évidemment à plusieurs autres batailles, surtout en 1814.
- 1813 : Campagne d'Allemagne
  - Lützen,
  - Wurschen,
  - 16-19 octobre : Bataille de Leipzig
  - Hanau,
- 1814 : Campagne de France (1814)
  - Brienne,
  - Bar-sur-Aube
  - Troyes,
- 1815 : 
  - Waterloo